# Torsione di punta
La  torsione di punta  è un particolare tipo di tachicardia ventricolare, caratterizzata da complessi QRS che variano progressivamente in ampiezza e morfologia, dando l'impressione di oscillare intorno all'isoelettrica.

## Caratteristiche

Un ECG che mostra una torsione di punta bloccata dalla scarica di un defibrillatore cardiaco impiantabile.

- Allungamento del tratto QT (generalmente >0,60 secondi);
- Onde T slargate;
- Complessi QRS polimorfi e loro fluttuazione attorno all'isoelettrica;
- Intervalli R-R variabili (frequenza di solito compresa tra i 140 e 180 battiti al minuto).[1]

## Eziologia
Le cause di tale aritmia sono diverse, anche se spesso insorgono in corso di ischemia cardiaca:
- la deplezione di potassio o ipopotassiemia;
- l'utilizzo di alcuni farmaci antiaritmici (chinidina e disopiramide), alcune fenotiazine, alcuni chemioterapici, antidepressivi triciclici e cisapride.
- la sindrome del QT lungo;[3]
- interventi cardiochirurgici.[2]

La frequenza ventricolare altissima causa sincope.

## Terapie
Il trattamento è acuto ed è mirato alla normalizzazione della frequenza ventricolare e conversione del ritmo con lidocaina, risolvendo le cause che la determinano, oppure utilizzando la defibrillazione qualora vi sia il passaggio in fibrillazione ventricolare.